# Friedrich Kleinhapl

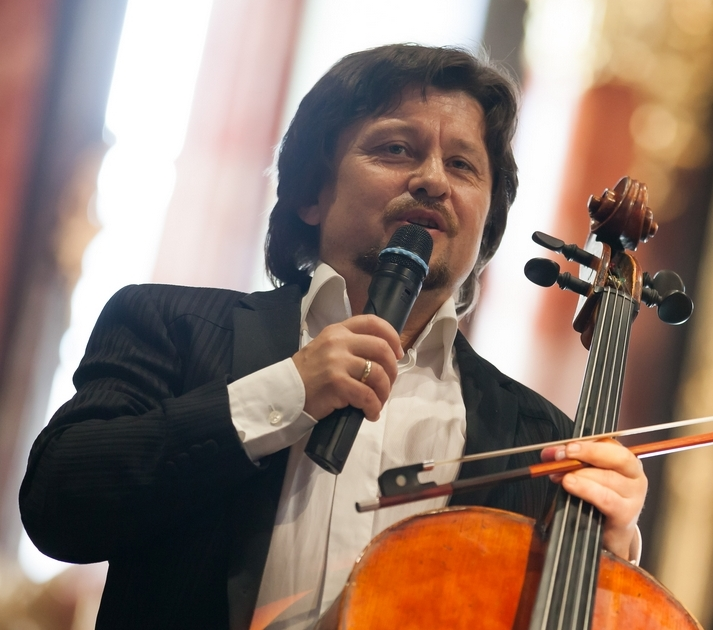
Friedrich Kleinhapl, 2015

Friedrich Kleinhapl (* 14. Juli 1965 in Graz) ist ein österreichischer Cellist.

## Leben
Friedrich Kleinhapl wurde von Philippe Muller in Paris ausgebildet, nachdem er sein Studium an der Grazer Musikhochschule bei Janis Chronopoulos absolviert hatte. Eine starke Prägung und Inspiration erhielt er durch die Zusammenarbeit mit Musikerpersönlichkeiten wie Paul Tortelier, Claudio Abbado, Lord Yehudi Menuhin und Tibor Varga.
Mit der CD-Einspielung von Friedrich Guldas Cellokonzert mit Blasorchester im Jahr 2001 setzte Friedrich Kleinhapl seinen ersten Schritt in Richtung zeitgenössischer Musik. In diesem Bereich erwarb er sich in den folgenden Jahren großes Renommee, etwa durch Uraufführungen der Fantasy for Cello and Big Band von Ed Neumeister (mit der Jazz Bigband Graz), der Cellokonzerte von Christoph Cech, Peter Herbert und Dirk D’Ase oder von Johannes Berauers Konzert mit Vokalensemble und Percussion. Neben der Standard-Literatur und den Werken zeitgenössischer Komponisten widmet er sich auch ausgefallenem Repertoire wie den Cellokonzerten von Korngold, Honegger, Rosza oder Rota.
Er tritt als Solist und Kammermusiker in vielen Metropolen Europas wie London, Paris, Brüssel, Berlin und vielen anderen Städten in Erscheinung, ebenso in den USA, Kanada, Japan, China, Mexiko oder beim Fajr Festival in Teheran. Friedrich Kleinhapl war u. a. auch bei den Wiener Festwochen, dem Wiener Klangbogen, bei den Bregenzer Festspielen, dem Festival Styriarte oder den Haydn-Festspielen Eisenstadt zu hören.
Zu den herausragenden Orchesterkonzerten zählen bisher Auftritte unter Valery Gergiev und seinem Mariinsky Orchester, unter Fabio Luisi, Ulf Schirmer und Michael Güttler mit dem Kammerorchester der Wiener Symphoniker, oder mit den Prager Symphonikern. Einladungen zu Solo- und Duoabenden führten Friedrich Kleinhapl darüber hinaus beispielsweise in das Kennedy-Center in Washington DC, den Herkulessaal in München, den Pariser Invalidendom, den Wiener Musikverein oder die Londoner Wigmore Hall.
Im Duo spielt Friedrich Kleinhapl seit 2003 mit dem deutschen Pianisten Andreas Woyke. Aus dieser Zusammenarbeit sind bisher fünf CD-Aufnahmen, gemeinsame Konzertreisen in die USA, Brasilien oder nach China, sowie Auftritte zum Beispiel mit Christa Ludwig, Gérard Caussé oder Peter Schmidl hervorgegangen.
2008 wurde die CD „Rachmaninow Franck Sonatas“ des Duos mit dem internationalen „Supersonic Award 2008“ (Pizzicato) ausgezeichnet, 2009 die CD „Beethoven Sonatas 1-3“ mit dem internationalen „Excellentia Award“.
Neben seiner Konzerttätigkeit übernahm Friedrich Kleinhapl von 2003 bis 2006 die künstlerische Leitung der ORF Konzertreihe „Eggenberger Schlosskonzerte“.
Zwischen Friedrich Kleinhapl und der HYPO Steiermark besteht eine „Kultur.Partnerschaft“: seit 2003 begleiten Künstler und Bank einander in ihrer Entwicklung.
Seit Juni 2008 spielt Friedrich Kleinhapl ein Violoncello von Giovanni Battista Guadagnini, Piacenza 1743 „ex von Zweygberg“ aus der Sammlung wertvoller Instrumente der Oesterreichischen Nationalbank. Davor spielte er von 1998 bis 2008 das Cello „Giovanni Tononi, Bologna 1681“ aus derselben Sammlung.

## Auszeichnungen
- 2019: Ehrenzeichen des Landes Steiermark für Wissenschaft, Forschung und Kunst[1]

## Diskografie (Auswahl)
Die CDs sind, wenn nicht anders erwähnt, bei 'Ars Produktion' erschienen
- 2009: Beethoven Sonatas mit Andreas Woyke, Klavier (ausgezeichnet mit dem Excellentia Award 2009)
- 2008: Cellokonzert von Dirk D’Ase (ORF1 CD) mit dem Wiener Concert-Verein unter Ulf Schirmer
- 2007: Schnittke Schubert Sonatas and Songs mit Andreas Woyke, Klavier
- 2007: Franck Rachmaninow Sonatas mit Andreas Woyke, Klavier (ausgezeichnet mit dem Supersonic Award 2008)
- 2006: Bach Solosuiten 1, 3 und 5 (BWV 1007, 1009, 1011)
- 2004: Brahms Sonatas and Songs (mit Andreas Woyke, Klavier)
- 2004: Schostakowitsch Sonaten (mit Andreas Woyke, Klavier; ausgezeichnet mit dem ORF Radio Ö1 Pasticcio-Preis)
- 2001: Gulda Neumeister  mit der Jazz Bigband Graz